# Villouxel
Villouxel là một xã ở tỉnh Vosges, vùng Grand Est, Pháp. Xã này có diện tích 4,65 km² dân số năm 1999 là 100 người. Xã này nằm ở khu vực có độ cao trung bình 363 m trên mực nước biển. 

## Hành chính
| Danh sách các xã trưởng                |           |                 |      |         |
| Giai đoạn                              | Giai đoạn | Tên             | Đảng | Tư cách |
| tháng 3 2001                           |           | Irène Jacquemet |      |         |
| Tất cả các dữ liệu trước đây không rõ. |           |                 |      |         |

## Biến động dân số
| 1962                                         | 1968 | 1975 | 1982 | 1990 | 1999 |
| -------------------------------------------- | ---- | ---- | ---- | ---- | ---- |
| 113                                          | 131  | 110  | 123  | 109  | 100  |
| Số liệu từ năm 1962: Dân số không tính trùng |      |      |      |      |      |